# Стюарт Велш
Стюарт Велш (англ. Stuart Welch, 15 листопада 1977) — австралійський академічний веслувальник.
Срібний призер Олімпійських Ігор 2000 року в складі вісімки, бронзовий призер 2004 року в складі вісімки.
Срібний призер Молодіжного чемпіонат світу (U-23) 1997 року в складі розпашної четвірки без стернового.